# 世界巧克力日
世界巧克力日有时又称国际巧克力日以及巧克力日， 是一年一度的巧克力庆祝活动，  該活動于7月7日在全球范围内举行， 世界巧克力日的庆祝歷史可以追溯到2009年。 